# Route nationale 735
Pour les articles homonymes, voir Route 735.
La route nationale 735 ou RN 735 était une route nationale française reliant Rivedoux-Plage au phare des Baleines. À la suite de la réforme de 1972, elle a été déclassée en RD 735. En 1988, à la suite de l'ouverture du pont de l'île de Ré, la RD 735 est prolongée de Rivedoux-Plage à la RN 237 à La Pallice par ce pont.

## Ancien tracé de Rivedoux-Plage au phare des Baleines (D 735)
- Échangeur entre N 137/N 237 et D 735 +  Carrefour giratoire entre D 735 et L'Houmeau
- Péage du pont de l'Île de Ré + intersection avec Port de La Rochelle
- Pont de l'île de Ré
- Rivedoux-Plage
- La Flotte
- Saint-Martin-de-Ré
- La Couarde-sur-Mer
- Ars-en-Ré
- Saint-Clément-des-Baleines
- Phare des Baleines